# لوسین لیتلفیلد
لوسین لیتلفیلد (انگلیسی: Lucien Littlefield؛ ‏ ۱۶ اوت ۱۸۹۵ – ۴ ژوئن ۱۹۶۰) بازیگر اهل ایالات متحده آمریکا بود. وی بین سال‌های ۱۹۱۴ تا ۱۹۶۰ میلادی فعالیت می‌کرد.
از فیلم‌هایی که وی در آن نقش داشته‌است، می‌توان به مشتاق ازدواج، گردآوری، سال کبیسه، دلفریب، کشیدن، پسران صحرا، کشتی‌ای می‌آید از، تقلب، راگلزهای رد گپ، قتل شبه عمد، رز ماری، کلبه عمو تام اشاره کرد.